# Leo-Hat
Leo-Hat (Leo Hat, Leohat) ist ein osttimoresischer Ort, Aldeia und Suco im Verwaltungsamt Soibada (Gemeinde Manatuto).

## Geographie

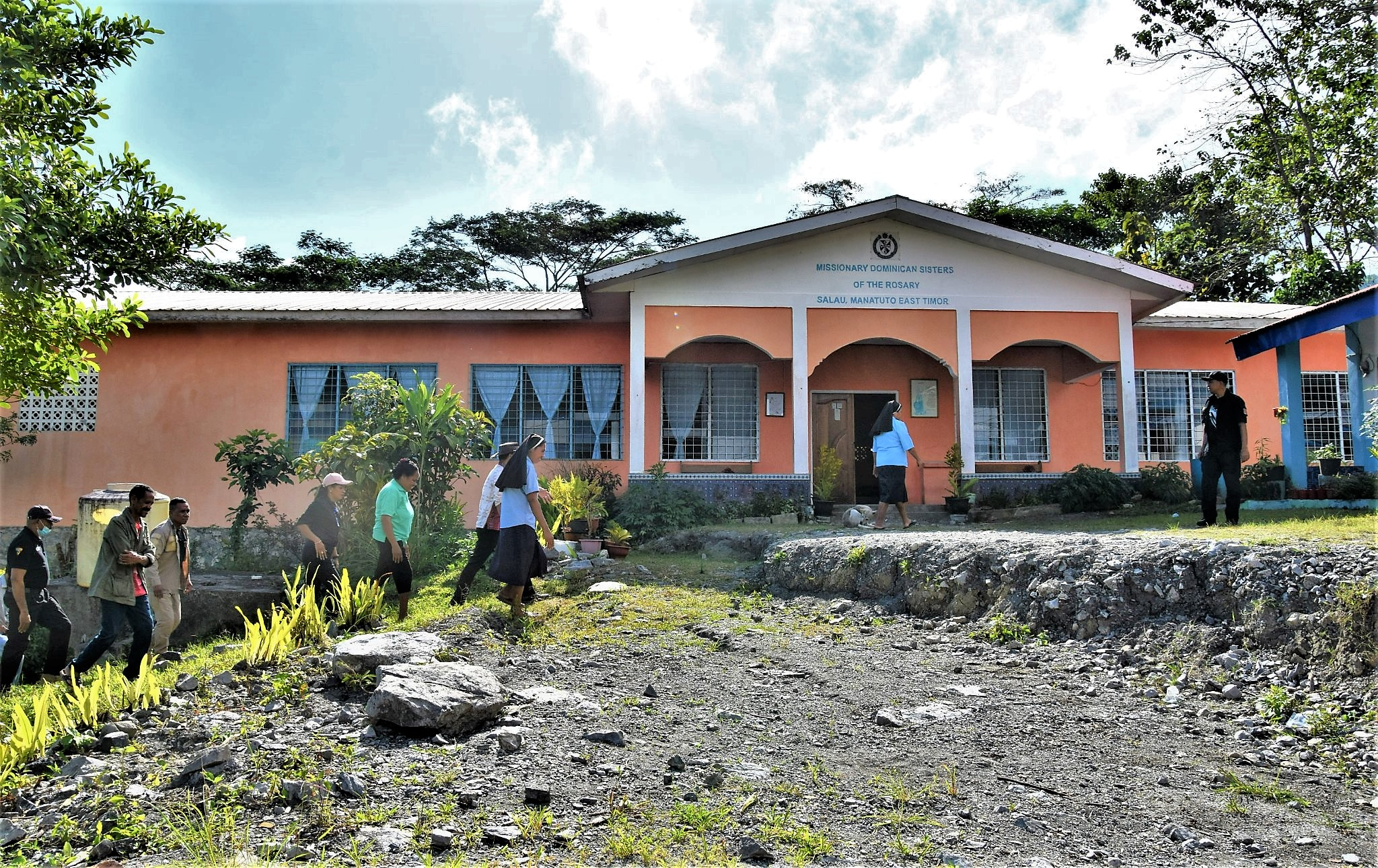
Mission der Dominikanerinnen im Süden von Salau

Vor der Gebietsreform 2015 hatte Leo-Hat eine Fläche von 32,22 km². Nun sind es 38,42 km². Der Suco liegt im Osten des Verwaltungsamts Soibada. Westlich befinden sich die Sucos Manlala und Samoro. Östlich von Leo-Hat liegt das Verwaltungsamt Barique mit seinen Sucos Barique und Manehat und nördlich das Verwaltungsamt Laclubar mit seinem Suco Orlalan. Durch den Südwesten von Leo-Hat fließt der Fluss Sáhen und entlang der Ostgrenze der Motana, ein Nebenfluss des Sáhen. Ein Nebenfluss des Dilor ist der Nabaonada. Er fließt entlang der Grenze zwischen den Sucos Leo-Hat und Barique. Im Suco befinden sich die zwei Aldeias Leo-Hat und Malus Hun.
Der Ort Leo-Hat liegt im Südwesten des Sucos, auf einer Meereshöhe von 535 m. Der Ort gehört zum Siedlungszentrum Soibada, dass sich über mehrere Sucos erstreckt.
Neben dem Siedlungszentrum Soibada gibt es eine weitere Siedlung im Norden in der Aldeia Malus Hun. Es ist der Süden des Dorfes Salau, dessen Norden im Suco Manlala liegt. Im Süden befindet sich eine Mission der Dominikanerinnen.

## Einwohner
In Leo-Hat leben 567 Einwohner (2022), davon sind 279 Männer und 288 Frauen. Im Suco gibt es 95 Haushalte. Über 90 % der Einwohner geben Tetum Terik als ihre Muttersprache an. 8,5 % sprechen Idaté, Minderheiten Tetum Prasa oder Tokodede.

## Politik
Bei den Wahlen von 2004/2005 wurde Martinho de Lima Ximenes zum Chefe de Suco gewählt und 2009 in seinem Amt bestätigt. Bei den Wahlen 2016 gewann Jesuina do Carmo.